# エルバサン県
エルバサン県（アルバニア語：Rrethi i Elbasanit、英：Elbasan District）は、アルバニアのエルバサン州に位置する、アルバニアの県の1つである。人口は224,000人（2004年度）で、面積は1,290km2である。県都はエルバサンで、県内の他の主な都市はツァリク(Cërrik)、Kërrabëである。